# Phthiracarus obsessus
Phthiracarus obsessus är en kvalsterart som beskrevs av Subías 2004. Phthiracarus obsessus ingår i släktet Phthiracarus och familjen Phthiracaridae. Inga underarter finns listade i Catalogue of Life.